# Livre de Mulling
Le Livre de Mulling est un manuscrit enluminé, contenant les évangiles et d'autres textes liturgiques, réalisé en Irlande à la fin du VIIIe siècle, typique de l'art hiberno-saxon. Il est actuellement conservé à la bibliothèque de Trinity College de Dublin.

## Historique
Le manuscrit contient un colophon situé à la fin de l'évangile de Jean et indiquant : « le scribe s'appelle Mulling ». C'est une allusion à saint Mo Ling (en), saint irlandais mort en 698. Cependant, le manuscrit est daté de la fin du VIIIe siècle. Le colophon a donc été lui-même recopié d'un manuscrit plus ancien. Le livre vient tout de même probablement du monastère de St Mullin's, dans le Leinster.
Le manuscrit est conservé dans la famille Kavannagh de Borris quand il est donné au Trinity College à la fin du XVIIIe siècle.

## Description
Ce livre est un petit évangéliaire, réservé à un usage privé, avec un texte écrit uniquement en minuscule et contenant de nombreuses abréviations, contrairement aux grands manuscrits d'autels. Huit manuscrits de ce type sont recensés, tous provenant d'Irlande. Ce livre contient, outre les évangiles avec une préface et leurs canons de concordances, l'office pour les malades et d'autres fragments de textes liturgiques.
le livre contient encore trois miniatures : les portraits des évangélistes Matthieu, Marc et Jean, tous trois réunis en fin de volume. Ils étaient à l'origine placé au début de chaque évangile, de même que le quatrième portrait de Luc aujourd'hui disparu. 
Le colophon contient par ailleurs un schéma circulaire accompagné de textes en vieil irlandais. Ce dessin a été un temps interprété comme un plan d'une abbaye irlandaise. Pour d'autres, il s'agirait plutôt d'un dessin schématique inspiré de manuscrits carolingiens.